# Кеті Босвелл
Кеті Босвелл (англ. Cathy Boswell, 10 листопада 1962) — американська баскетболістка.
Олімпійська чемпіонка 1984 року.
Переможниця літньої Універсіади 1983 року.
Переможниця Кубка Р. Вільяма Джонса 1984 року.
Срібна призерка Кубка Р. Вільяма Джонса 1982 року.
Бронзова призерка Кубка Р. Вільяма Джонса 1980 року.